# 2-Hydroxyethanal
2-Hydroxyethanal (Trivialname Glycolaldehyd) ist die einfachste Verbindung der Gruppe der Hydroxyaldehyde. Sie verfügt über eine Aldehyd- und eine Hydroxygruppe und kann  somit formal als Aldodiose den Kohlenhydraten zugeordnet werden.

## Vorkommen
2-Hydroxyethanal entsteht beim Abbau von Ethylenglycol im menschlichen Körper. Weiterhin wurde 2-Hydroxyethanal im Weltraum nachgewiesen, unter anderem im Sternsystem IRAS 16293–2422. Es wird durch die Formose-Reaktion aus Formaldehyd gebildet und kann deshalb schon in der präbiotischen Phase der Evolution entstanden sein.

## Gewinnung und Darstellung
Es existiert eine Vielzahl an Wegen, um 2-Hydroxyethanal darzustellen, beispielsweise durch vorsichtiges Oxidieren von Ethylenglycol mittels Wasserstoffperoxid in Gegenwart von Eisen(II)-sulfat.
Durch katalytische Umpolung von Formaldehyd lässt sich 2-Hydroxyethanal aus einem C1-Baustein herstellen. Diese Reaktion ist von Bedeutung, um die C1-Rohstoffbasis (Erdgas, Kohle, Methanhydrat aus der Tiefsee) für Synthesen nutzbar zu machen.

## Eigenschaften
2-Hydroxyethanal neigt zur Dimerisierung zu 2,5-Dihydroxy-1,4-dioxan (Smp.: 96 °C, in Wasser leicht löslich). Es reagiert weiterhin mit Propenal zu Ribose, einem essenziellen Bestandteil der Ribonukleinsäure, und gilt damit als Vorstufe zum Ursprung des Lebens.

## Verwendung
2-Hydroxyethanal wird zur Herstellung von Polymeren, die freie Hydroxygruppen enthalten sowie als Zwischenprodukt für verschiedene Ester und Aminoalkohole verwendet.